# Куджоно
Куджо̀но (на италиански: Cuggiono, на западноломбардски: Cügiònn, Кюджон) е градче и община в Северна Италия, провинция Милано, регион Ломбардия. Разположено е на 157 m надморска височина. Населението на общината е 8138 души (към 2012 г.).